# خطة سلام كوفي عنان لسوريا
خطة سلام كوفي عنان لسورية أو خطة سلام مبعوث الأمم المتحدة والجامعة العربيّة لسورية، بدأت في شباط/فبراير 2012 وتعتبر من أكثر المحاولات الدوليّة جديّة لتسوية الأزمة السوريّة 2011 - 2012 دبلوماسيّاً.
الخطّة تفرض وقفاً لإطلاق النار من جميع الأطراف ابتداءً من العاشر من نيسان/أبريل 2012.

## النقاط الستة لخطة انان
تتألف خطة سلام كوفي انان مبعوث الأمم المتحدة وجامعة الدول العربية الخاص إلى سورية من ست نقاط:
(1) الالتزام بالتعاون مع المبعوث في عملية سياسية تشمل كل الأطياف السورية لتلبية التطلعات المشروعة للشعب السوري وتهدئة مخاوفه ومن أجل هذا الغرض الالتزام بتعيين وسيط له سلطات عندما يطلب المبعوث ذلك.
(2) الالتزام بوقف القتال والتوصل بشكل عاجل إلى وقف فعال للعنف المسلح بكل أشكاله من كل الأطراف تحت اشراف الامم المتحدة لحماية المدنيين وتحقيق الاستقرار في البلاد.
ولتحقيق هذه الغاية على الحكومة السورية أن توقف على الفور تحركات القوات نحو التجمعات السكنية وانهاء استخدام الاسلحة الثقيلة داخلها وبدء سحب التركزات العسكرية داخل وحول التجمعات السكنية.
ومع اتخاذ هذه الإجراءات على الأرض على الحكومة السورية أن تتعاون مع المبعوث للتوصل إلى وقف دائم للعنف المسلح بكل أشكاله من كل الأطراف مع وجود الية اشراف فعالة للامم المتحدة.
وسيسعى المبعوث إلى التزامات مماثلة من المعارضة وكل العناصر المعنية لوقف القتال والتعاون معه للتوصل إلى وقف دائم للعنف المسلح بكل أشكاله ومن كل الأطراف مع وجود الية اشراف فعالة للامم المتحدة.
(3) ضمان تقديم المساعدات الإنسانية في الوقت الملائم لكل المناطق المتضررة من القتال ولتحقيق هذه الغاية وكخطوات فورية قبول وتنفيذ وقف يومي للقتال لاسباب إنسانية وتنسيق التوقيتات المحددة وطرق الوقف اليومي للقتال من خلال الية فعالة بما في ذلك على المستوى المحلي.
(4) تكثيف وتيرة وحجم الإفراج عن الأشخاص المحتجزين تعسفيا وبوجه خاص الفئات الضعيفة والشخصيات التي شاركت في أنشطة سياسية سلمية والتقديم الفوري دون تأخير عبر القنوات الملائمة لقائمة بكل الاماكن التي يجري فيها احتجاز هؤلاء الأشخاص والبدء الفوري في تنظيم عملية الوصول إلى تلك المواقع والرد عبر القنوات الملائمة على الفور على كل الطلبات المكتوبة للحصول على معلومات عنها أو السماح بدخولها أو الإفراج عن هؤلاء الأشخاص.
(5) ضمان حرية حركة الصحفيين في أنحاء البلاد وانتهاج سياسة لا تنطوي على التمييز بينهم فيما يتعلق بمنح تأشيرات الدخول.
(6) احترام حرية التجمع وحق التظاهر سلميا كما يكفل القانون.